# (5640) Yoshino
(5640) Yoshino es un asteroide perteneciente al cinturón de asteroides descubierto el 21 de octubre de 1989 por Masaru Mukai y el también astrónomo Masanori Takeishi desde la Estación Kagoshima, Japón.

## Designación y nombre
Designado provisionalmente como 1989 UR3. Fue nombrado Yoshino en homenaje a la ciudad natal de Masaru Mukai. Parte de la ciudad de Kagoshima, se encuentra en el extremo sur de la isla Kyūshū.

## Características orbitales
Yoshino está situado a una distancia media del Sol de 2,647 ua, pudiendo alejarse hasta 3,312 ua y acercarse hasta 1,982 ua. Su excentricidad es 0,251 y la inclinación orbital 3,124 grados. Emplea 1573,27 días en completar una órbita alrededor del Sol.

## Características físicas
La magnitud absoluta de Yoshino es 13,5. Tiene 5,793 km de diámetro y su albedo se estima en 0,252. 